# 435
435 (CDXXXV) var ett normalår som började en tisdag i den julianska kalendern.

## Händelser

### Augusti
- 3 augusti – Nestorius skickas genom ett kejserligt edikt i exil till ett kloster i en oas i Saharaöknen.

### Okänt datum
- Kejsaren Theodosius II beordrar att de tempel i Romarriket där äldre romerska kejsare har dyrkats skall förstöras.
- Geiserik gör vandalernas rike till en stormakt vid Medelhavet, då de får territorium i Africa.
- Ibas blir biskop av Edessa.

## Födda
- Odovakar, kung av Italien.
- Justinianus I, östromersk kejsare (omkring detta år).

## Avlidna
- Pelagius, brittisk munk (omkring detta år).
- Rabbula, biskop av Edessa.